# SOAPnet
SOAPnet, estilizado como SoapNet de 2000 até 2002, foi um canal de televisão americano que transmitia novelas e dramas desde 20 de janeiro de 2000. O canal foi substituído em 2012 pelo infantil Disney Junior, uma espécie de Playhouse Disney dos Estados Unidos.